# Dr. Dopo Jam
Dr. Dopo Jam (oprindeligt Dr. Dopo Jam & His Khana Bees). Dansk gruppe startet på initiativ af Kristian Pommer i Club Paramount i Roskilde i slutningen af 1967) af Nils "Vejmand" (Nils Carl Vilhelm Wienmann Christensen), SKAK Snitker (Poul Visby Snitker) og Kristian Pommer.
Formanden for Paramount syntes åbenbart, at der skulle gøres noget for musikken, så vi kunne mødes i Paramount for at danne det orkester indenfor rytmisk musik.
Kristian, SKAK og Nils mødtes i Club Paramounts baglokale, fordi den daværende formand for Paramount gik på forberedelseskursus til kunstakademiet med Kristian (På Glyptotheket i København). Formanden for Paramount skabte kontakten til SKAK og Nils i Roskilde, eftersom Kristian havde nævnt, at han gerne ville danne et orkester indenfor rytmisk musik, men han skulle have kontakt til nogle, der spillede rytmisk musik. Nils og SKAK havde spillet flere gange i Paramount med deres daværende Jazz-orkester, Moderne Jazz-kvintet (BeBop-stil) og Nils havde siddet ind på trommerne i Burnin' Red Ivanhoe, da de spillede i Paramount, fordi deres trommeslager (Bo Trige) var kørt galt og ikke kunne komme.
Bandet Dr. Dopo Jam markerede sig i perioden 1968-1974, som en bizar gruppe med humoristisk sceneshow. Med Pommer som centrum blev gruppen en af de mest bemærkelsesværdige grupper i dansk rock. Han stod for størstedelen af det gennemarrangerede repertoire.
Det oprindelige band bestod af:
- Kristian Pommer, keyboard, sang og guitar, Nils Christensen, trommer, Poul "Skak" Snitker, trompet og fløjte, Cai Rydder, saxofon, Lars Rasmussen, el-guitar, Sten Uglebjerg, vaskebalje, percussion, "Sovepose", sav, og Sten Olsen, el-bas.
- "Sovepose" forlod orkestret umiddelbart efter starten.Sten Uglebjerg forlod bandet, da man fik øvelokale i Paramount på Eriksvej, Roskilde.
- Efter en gennemført tourné til Holland forlod Sten Olsen og Cai Rydder bandet.Olsen blev erstattet af Jesper Hindø.

I september 1969 ændrede og udvidede Pommer besætningen. Anders Gaardmand kom til på tenor- og sopransaxofon. Rytmesektionen blev ændret til nu to trommeslagere: Nils "Vejmand" Christensen og Bent Clausen. Sidstnævnte spillede også vibrafon i bandet.
Med forskellige udskiftninger og instrumenter, fortsatte Dr. Dopo Jam sin eksperimenterende stil op til deres epokegørende debut "Entrée", som blev udgivet i marts 1973. Jørgen Knudsen var et års tid forinden kommet med i bandet på lead-guitar i stedet for Lars Rasmussen. Frem til forsommeren 1973 var bandet besætning: 
- Kristian Pommer, keyboard, sang og guitar,
- Poul "Skak" Snitker, trompet og fløjte
- Anders Gårdmand, saxofon
- Jørgen Knudsen, el-guitar
- Nils "Vejmand", trommer
- Bent Clausen, trommer og vibrafon
- Jesper Hindø, el-bas

Allerede efter indspilningerne i 1972 og i forbindelse med første pladeudgivelse i 1973 var en ny besætning på vej i bandet. Hindø, Rasmussen og "Vejmand" var på vej ud af bandet, og Kristian Pommer havde valgt at overlade forsangerrollen på indspilningerne til sangeren Lars Bisgaard. Dr. Dopo Jam havde efter deres optræden ved Roskilde Festival i 1973 ændret bandet til følgende live-opsætning:
- Kristian Pommer, keyboard, sang og guitar,
- Poul "Skak" Snitker, trompet og fløjte
- Anders Gårdmand, saxofon
- Jørn Nørredal, trombone
- Jørgen Knudsen, el-guitar
- Ethan Weisgard, trommer og percussion
- Bent Clausen, trommer og vibrafon
- Vagn Hansen, el-bas

Dr. Dopo Jam indspillede juni-september 1973 deres andet album. Her medvirkede foruden nogle af de tidligere bandmedlemmer også gæster med bl.a. Claus Nordsø på congas, en violintrio og Wandy Tvorek som solist.
Andre musikere, der har sidenhen spillede med i bandet Dr. Dopo Jam:
- Jens Elbøl, bas
- Michael Holmen, bas
- Polle Olsen, percussion og vocaler
- Jakob Sæther, trommer

Gruppen blev opløst i maj måned 1974. Pommer og Snitker fortsatte i Tequila, Weisgard i BukiYamaz og Knudsen, Nørredal og Clausen i Krambambuli – Bent Clausen endvidere i Creme Fraiche og Zirenes.
I 1993 indgik Pommer i bandet Blue Tribe, der stadig spiller live ved særlige lejligheder. Fra 2010 indgår Nils "Vejmand" også i BlueTribe.

## Diskografi
- Entrée (LP) (1973, Zebra)
- Fat Dogs and Danishmen (1974, Zebra)
- Cruisin' At Midnite (1981, Dopo Di-Doo Platts)